# ダロン・マラキアン
ダロン・ヴァータン・マラキアン（Daron Vartan Malakian、Տարոն Վարտան Մալակյան、 1975年7月18日 - ）は、アメリカのバンド、システム・オブ・ア・ダウンのリードギタリストでサブヴォーカリスト。アルメニア系アメリカ人。

## 経歴
1975年7月18日にカリフォルニア州ハリウッドで、アルメニア系の父親とイラン＝アルメニア系の母親の元に生まれる。幼少時よりキッス、ヴァンヘイレン、アイアンメイデン、ジューダスプリースト、モーターヘッドなどを聴き始める。当初はドラマーに憧れていたが、両親から与えられたギターの可能性に目覚めて虜となり、スレイヤーやメタリカ、パンテラ、セパルトゥラにハマるものの、やがてビートルズの豊かな音楽性に感銘を受け、それまでのヘヴィメタル一辺倒だった嗜好を改めることになった。
1993年、別のバンドで活動中だったサージ・タンキアンと出会いセッションバンド「Soil」を結成。一回のジャムセッションとライブで解散し、マネージャーだったシャヴォ・オダジアンがベースとして加入。バンド「システム・オブ・ア・ダウン」を結成する。その後、ジョン・ドルマヤンがドラマーに加わり、アマチュアでの活動が話題となってプロデビューを果たす。
2003年にサイドプロジェクト「Scars on Broadway」を始動。デモテープ「Ghetto Blaster Rehearsals」を制作しただけに終わるが、2006年にシステム・オブ・ア・ダウンが活動を休止したのに伴いScars on Broadwayが再始動する。2008年4月に初めてのライブを行い、同年7月に最初のアルバム「SCARS ON BROADWAY」を発表した。
2014年には、リンキン・パークのアルバム、「ハンティング・パーティ」のレコーディングに参加している。

## プレースタイル
ヘヴィメタル系のギタリストに分類されるが、尊敬するミュージシャンにジョン・レノンを挙げるように、速弾きやタッピングなどテクニックを重視するではなく、あくまで楽曲のパーツとしての演奏が主体である。そのため「下手」と評されることも多いが、一方で繊細なアルペジオから激しく荒々しいリフに至るまで、その表現力はヘヴィメタルの枠に止まらないほど多彩であり、新時代のプレーヤーとして高い評価を受けている。ライブではアルバムを忠実に再現した演奏を行うことはなく、演奏中にギターを手放して観客にダイブする（当然、その間も他のメンバーは演奏を続けている）など、その場のノリと感情にまかせた行動も多い。

## 機材
ライブやスタジオでは多数の機材が使用されているが、ここでは主なものを記す。

### ギター
ギターの多くにはピックアップにSeymour Duncanの「SH-6 Distortion」がマウントされている。
- Ibanez Iceman（IC300、IC210、ICX-120） - 2016年現在のメインギター。チューニングはドロップCで、父親であり画家のVartan Malakianによってペイントされている。
- Gibson SG - 2005年から2013年までメインとして使用。チューニングはドロップCとドロップC#の2種類が使い分けられている。
- Fender Stratocaster - 初期に使用されていたギター。チューニングはドロップC。
- Jackson RR5 Rhoads - アルバム「Toxicity」で使用。現在もライブでサブギターとして使用されている。
- Gibson Flying V (1980's Korina Flying V、50th Anniversary Korina V) - 主に「Scars on Broadway」のライブで使用されている。
- Gibson ES-335 - 2009年11月のチャリティコンサートで使用された。

### アンプ
- Marshal - メインアンプ。使用されているのは「ModeFour heads」「JTM45 Bluesbreakers」「JMP Heads」「JTM heads]「1987XL Plexi heads」など。
- Mesa Boogie Dual and Triple Rectifiers - 「System of a down」「Toxicity」など初期のアルバムで使用。

この他にエフェクターとしてFulltone Clyde Wah PedalやLine 6 DL-4、Boss MT-2などが使用されている。